# Yung Joc
Jasiel Robinson (Atlanta, 2 de abril de 1983), conocido artísticamente como Yung Joc, es un rapero muy conocido por su reciente éxito "It's Going Down". Forma parte de Bad Boy Records. En verano de 2006 debutó con su álbum New Joc City.

## Discografía

### Álbumes
- 2006: New Joc City

- 2007: Hustlenomics

- 2009: Mr. Robinson's Neighborhood (comming soon)

### Singles
| Año  | Single                                          | U.S. Hot 100 | U.S. R&B | U.S. Rap | Álbum        |
| ---- | ----------------------------------------------- | ------------ | -------- | -------- | ------------ |
| 2006 | "It's Goin' Down" (feat. Nitti)                 | 3            | 1        | 1        | New Joc City |
| 2006 | "I Know You See It" (feat. Ms. B)               | 17           | 5        | 5        | New Joc City |
| 2006 | "1st Time" (feat. Marques Houston & Trey Songz) | 82           | 15       | 11       | New Joc City |

### Colaboraciones
| Año  | Single                                                    | U.S. Hot 100 | U.S. R&B | U.S. Rap | Álbum          |
| ---- | --------------------------------------------------------- | ------------ | -------- | -------- | -------------- |
| 2006 | "I Love You" (Cheri Dennis feat. Jim Jones & Yung Joc)    | -            | 38       | -        | Cheri Dennis   |
| 2006 | "Show Stopper" (Danity Kane feat. Yung Joc)               | 8            | 4        | 2        | Danity Kane    |
| 2006 | "Zoom" (Lil Boosie feat. Yung Joc)                        | 61           | 25       | 14       | Bad Azz Vol. 2 |
| 2006 | "In the Hood" (Trae feat. Big Pokey & Yung Joc)           | 71           | 89       | 97       | Restless       |
| 2007 | "Buy U a Drank (Shawty Snappin')" (T-Pain feat. Yung Joc) | 10           | 4        | -        | Epiphany       |